# Kanton Poligny
Der Kanton Poligny ist seit 1790 ein französischer Wahlkreis im Département Jura in der Region Bourgogne-Franche-Comté. Er umfasst 41 Gemeinden in den Arrondissements Dole und Lons-le-Saunier und hat sein Bureau centralisateur in Poligny. Im Rahmen der landesweiten Neuordnung der französischen Kantone wurde er im Frühjahr 2015 erheblich erweitert.

## Gemeinden
Der Kanton besteht aus 41 Gemeinden und Teilgemeinden mit insgesamt 17.335 Einwohnern (Stand: 1. Januar 2022) auf einer Gesamtfläche von 385,39 km²:
| Gemeinde            | Einwohner 1. Januar 2022 | Fläche km² | Dichte Einw./km² | Code INSEE | Postleitzahl | Arrondissement  |
| ------------------- | ------------------------ | ---------- | ---------------- | ---------- | ------------ | --------------- |
| Baume-les-Messieurs | 159                      | 13,09      | 12               | 39041      | 39210, 39570 | Lons-le-Saunier |
| Besain              | 155                      | 12,84      | 12               | 39050      | 39800        | Dole            |
| Blois-sur-Seille    | 101                      | 5,40       | 19               | 39057      | 39210        | Lons-le-Saunier |
| Blye                | 154                      | 10,76      | 14               | 39058      | 39130        | Lons-le-Saunier |
| Bonnefontaine       | 110                      | 8,80       | 13               | 39065      | 39800        | Lons-le-Saunier |
| Briod               | 211                      | 4,04       | 52               | 39079      | 39570        | Lons-le-Saunier |
| Buvilly             | 388                      | 6,00       | 65               | 39081      | 39800        | Dole            |
| Chamole             | 160                      | 5,78       | 28               | 39094      | 39800        | Dole            |
| Château-Chalon      | 146                      | 10,17      | 14               | 39114      | 39210        | Lons-le-Saunier |
| Châtillon           | 123                      | 16,77      | 7                | 39122      | 39130        | Lons-le-Saunier |
| Chaussenans         | 107                      | 4,40       | 24               | 39127      | 39800        | Dole            |
| Conliège            | 662                      | 6,05       | 109              | 39164      | 39570        | Lons-le-Saunier |
| Domblans            | 1.195                    | 14,86      | 80               | 39199      | 39210        | Lons-le-Saunier |
| Fay-en-Montagne     | 87                       | 6,26       | 14               | 39222      | 39800        | Dole            |
| Frontenay           | 161                      | 8,13       | 20               | 39244      | 39210        | Lons-le-Saunier |
| Hauteroche          | 977                      | 38,93      | 25               | 39177      | 39210, 39570 | Lons-le-Saunier |
| La Marre            | 358                      | 10,63      | 34               | 39317      | 39210        | Lons-le-Saunier |
| Ladoye-sur-Seille   | 49                       | 3,69       | 13               | 39272      | 39210        | Lons-le-Saunier |
| Lavigny             | 383                      | 5,38       | 71               | 39288      | 39210        | Lons-le-Saunier |
| Le Fied             | 189                      | 8,39       | 23               | 39225      | 39800        | Dole            |
| Le Louverot         | 232                      | 1,74       | 133              | 39304      | 39210        | Lons-le-Saunier |
| Le Pin              | 237                      | 2,82       | 84               | 39421      | 39210        | Lons-le-Saunier |
| Le Vernois          | 291                      | 1,08       | 269              | 39553      | 39210        | Lons-le-Saunier |
| Menétru-le-Vignoble | 164                      | 5,88       | 28               | 39321      | 39210        | Lons-le-Saunier |
| Molain              | 110                      | 11,50      | 10               | 39336      | 39800        | Dole            |
| Montaigu            | 421                      | 7,10       | 59               | 39348      | 39570        | Lons-le-Saunier |
| Montain             | 484                      | 2,29       | 211              | 39349      | 39210        | Lons-le-Saunier |
| Nevy-sur-Seille     | 197                      | 6,56       | 30               | 39388      | 39210        | Lons-le-Saunier |
| Nogna               | 304                      | 6,11       | 50               | 39390      | 39570        | Lons-le-Saunier |
| Pannessières        | 448                      | 5,35       | 84               | 39404      | 39570        | Lons-le-Saunier |
| Perrigny            | 1.535                    | 8,89       | 173              | 39411      | 39570        | Lons-le-Saunier |
| Picarreau           | 101                      | 8,96       | 11               | 39418      | 39800        | Dole            |
| Plainoiseau         | 509                      | 5,38       | 95               | 39422      | 39210        | Lons-le-Saunier |
| Poids-de-Fiole      | 329                      | 6,49       | 51               | 39431      | 39570        | Lons-le-Saunier |
| Poligny             | 4.089                    | 51,48      | 79               | 39434      | 39800        | Dole            |
| Publy               | 276                      | 15,18      | 18               | 39445      | 39570        | Lons-le-Saunier |
| Revigny             | 236                      | 6,51       | 36               | 39458      | 39570        | Lons-le-Saunier |
| Saint-Maur          | 214                      | 6,50       | 33               | 39492      | 39570        | Lons-le-Saunier |
| Verges              | 197                      | 6,16       | 32               | 39550      | 39570        | Lons-le-Saunier |
| Vevy                | 302                      | 9,62       | 31               | 39558      | 39570        | Lons-le-Saunier |
| Voiteur             | 784                      | 9,42       | 83               | 39582      | 39210        | Lons-le-Saunier |
| Kanton Poligny      | 17.335                   | 385,39     | 45               | 3912       | –            | –               |

Bis zur landesweiten Neuordnung der französischen Kantone im März 2015 gehörten zum Kanton Poligny die 28 Gemeinden Abergement-le-Petit, Aumont, Barretaine, Bersaillin, Besain, Biefmorin, Bonnefontaine, Brainans, Buvilly, Chamole, Champrougier, Chaussenans, Chemenot, Colonne, Fay-en-Montagne, Grozon, Le Chateley, Miéry, Molain, Montholier, Neuvilley, Oussières, Picarreau, Plasne, Poligny, Tourmont, Vaux-sur-Poligny und Villers-les-Bois. Sein Zuschnitt entsprach einer Fläche von 265,74 km2. Er besaß vor 2015 einen anderen INSEE-Code als heute, nämlich 3923.

## Veränderungen im Gemeindebestand seit der landesweiten Neuordnung der Kantone
2025:
- 1. Januar: Fusion Poligny und Vaux-sur-Poligny → Poligny

2019:
- 1. Januar: Fusion Bréry (Kanton Bletterans) und Domblans → Domblans

2016:
- 1. Januar: Fusion Arlay (Kanton Bletterans) und Saint-Germain-lès-Arlay → Arlay
- 1. Januar: Fusion Crançot, Granges-sur-Baume, Hauteroche und Mirebel  → Hauteroche

## Politik
| Vertreter im Departementrat | Vertreter im Departementrat             | Vertreter im Departementrat |
| Amtszeit                    | Namen                                   | Partei                      |
| --------------------------- | --------------------------------------- | --------------------------- |
| 2015–                       | Dominique Chalumeaux Christelle Morbois | UD                          |